# Frank Mackerodt
Frank Mackerodt (* 3. Mai 1963 in Hamburg) ist ein ehemaliger deutscher Volleyball- und Beachvolleyballspieler.

## Werdegang

### Hallenvolleyball
Frank Mackerodt begann 1972 in der Schule Grellkamp in Hamburg-Langenhorn mit dem Volleyball und trat wenige Monate später dem SC Langenhorn bei. Mackerodt war auch ein begabter Fußballspieler und erhielt als Jugendlicher in beiden Sportarten das Angebot, zum Hamburger SV zu wechseln. Er entschied sich als Sechzehnjähriger zum Wechsel in die HSV-Volleyball-Bundesligamannschaft, in der er schon nach einem Jahr zur Stammsechs gehörte. In den folgenden zehn Jahren entwickelte sich der HSV zur führenden Mannschaft im deutschen Männervolleyball. An der Seite von Christian Voß, Hauke Braack, Leif Andersson und Michael Dornheim wurde Frank Mackerodt viermal Deutscher Meister und viermal DVV-Pokalsieger. Als Abwehrspezialist tauchte er regelmäßig auf Spitzenplätzen der Ranglisten des deutschen Volleyballs auf. Frank Mackerodt war auch 111-facher deutscher Nationalspieler.

### Beachvolleyball
Im Beachvolleyball war Mackerodt einer der Wegbereiter in Deutschland. Mit seinem Partner Hauke Braack wurde er 1993 deutscher Vizemeister im Sand.

### Veranstalter / Vermarkter
Mackerodt studierte Betriebswirtschaftslehre. Er gründete 1993 die Agentur SMC (Sport Marketing Consulting). Seine erste Klientin wurde Schwimmerin Sandra Völker. Er übernahm auf Honorarbasis ebenfalls die Vermarktung des 1. VC Hamburg, für den er bis März 1993 gespielt hatte. Zunächst in Zusammenarbeit mit dem Unternehmen MNP (Matthias-Neumann-Produktion) aus Hildesheim, dann als geschäftsführender Gesellschafter von MNP veranstaltete Mackerodt bis 2003 die deutsche Masters-Serie im Beachvolleyball. Er veranstaltete unter anderem auch den Weltcup im Windsurfen vor Sylt sowie Wettkämpfe im Inlineskaten und ab 1997 den Hamburg-Marathon. Im Oktober 2003 musste MNP Insolvenz anmelden. Mackerodt gründete 2004 das Unternehmen Act Agency. Von 2001 bis 2009 war er außerdem Aufsichtsratsmitglied beim Hamburger SV. 2011 gründete er eine eigene Agentur für Personenvermarktung. Von 2013 bis 2019 war er wieder Organisator der deutschen Beach-Tour und der deutschen Meisterschaften. Im November 2015 gelang es Mackerodt, einen Grand Slam der FIVB World Tour für Juni 2016 erstmals nach Hamburg zu holen. Im Sommer 2019 war er Mitorganisator der WM in Hamburg.

## Privates
Frank Mackerodt ist geschieden und hat einen Sohn Marcelle und eine Tochter Fabienne. 2009 musste er nach einer schweren Blutvergiftung und einer Bauchfellentzündung in ein künstliches Koma versetzt und operiert werden.